# Intel 8751
Intel 8751 je jednočipový mikropočítač společnosti Intel rodiny MCS-51 s následujícími parametry:
- dva časovače
- 128 bajtů datové paměti RAM
- 4 KiB programové paměti EEPROM
- čtyři osmibitové obousměrné I/O porty
- EIA-232 (RS-232) port